# Nazionale maschile di rugby a 13 della Norvegia
La nazionale di rugby a 13 della Norvegia è la selezione che rappresenta la Norvegia a livello internazionale nel rugby a 13. Partecipa allo European Shield.